# Abbazia di Sant'Albano
L'abbazia imperiale di Sant'Albano presso Magonza (in tedesco: Stift St. Alban vor Mainz), fu una delle più famose abbazie dell'Impero carolingio; essa si trova nella città di Magonza, in Renania-Palatinato.
Essa è dedicata a Sant'Albano da Magonza. Pur essendo caduta in rovina, i suoi resti sono comunque considerati l'edificio pre-romanico più importante di tutta la Germania.
Un importante documento proveniente dall'abbazia è il Codex Aureus di Magonza, risalente all'1250.

## Storia

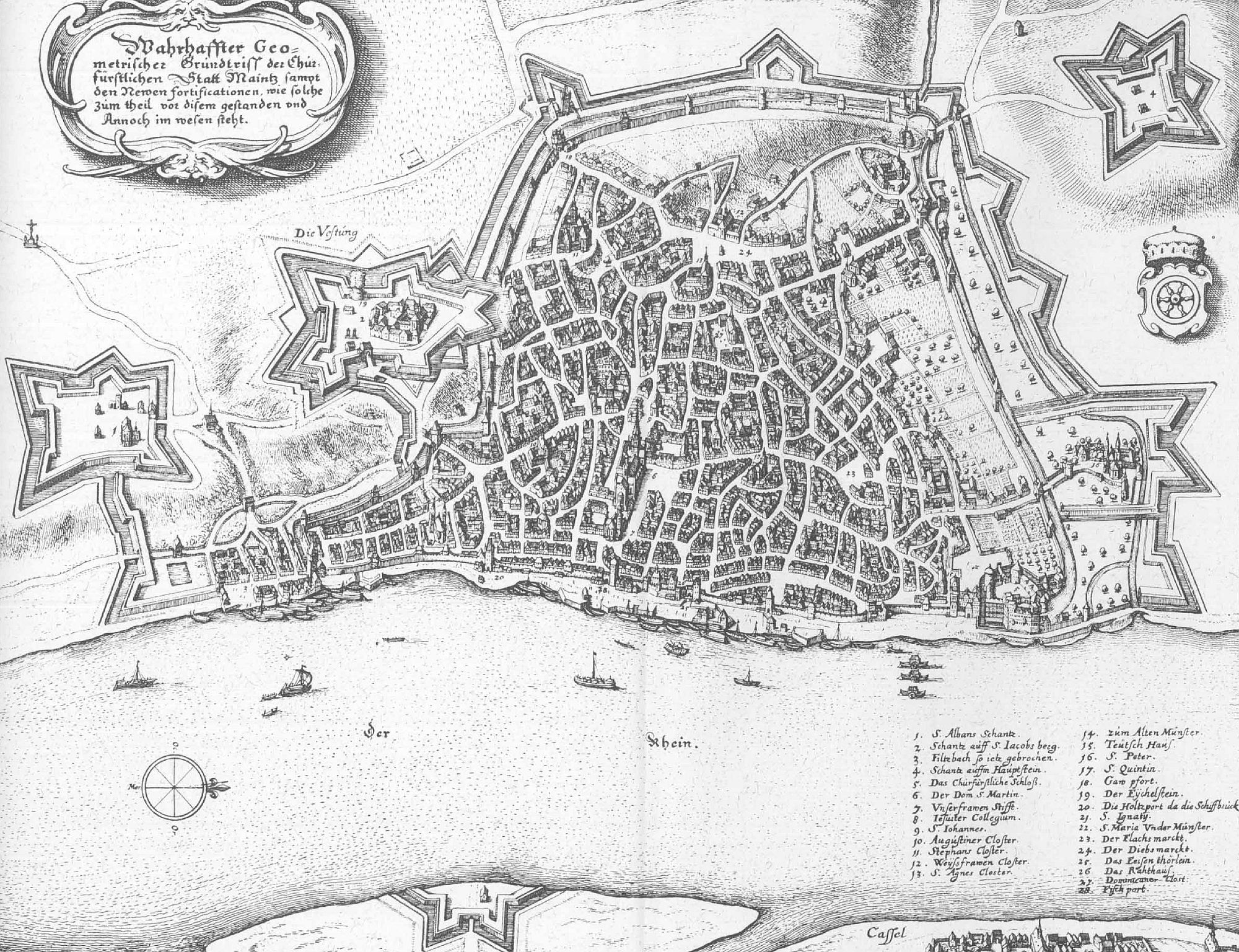
Magonza con abbazia di Sant'Albano (sinistra). Incisione di Matthäus Merian (1655)

L'abbazia venne ricostruita nel 787 dall'arcivescovo di Magonza Riculfo sopra un preesistente monastero fondato nel VII secolo, attorno ad un'antica chiesa edificata nel V secolo.
Il prestigio dell'abbazia nel regno carolingio divenne palese fra l'altro in numerose assemblee di chiese e comunità religiose del regno, che colà si tennero negli anni 813, 847, 1084 e 1182. Essa era inoltre famosa per la sua scuola pietate doctrinaque inclinitum (volta alla devozione ed alla dottrina). Dal 1022 fino al 1031 Eccardo IV di San Gallo diresse la scuola abbaziale sotto il vescovato dell'arcivescovo Aribo.
Nel X secolo Sant'Albano divenne uno dei centri più importanti della liturgia del sistema episcopale ottoniano.
Essa ospitava le reliquie di Fastrada, quarta moglie di Carlo Magno, e di San Cesario di Terracina.

## Scritti liturgici di Sant'Albano
L'evangeliario di Sant'Albano è uno dei capolavori dell'artigianato librario del periodo ottoniano.
Il Pontificale di Magonza (ordo coronationis), conservato nell'abbazia di Sant'Albano, stabilisce, fra le altre, le norme per l'incoronazione e per l'unzione regale. Il Pontificale Romano-Germanicum acquistò validità all'interno di tutta la Chiesa cattolica.

## Sepolti nell'abbazia
- Fastrada († 794), quarta moglie di Carlo Magno.
- Carlo d'Aquitania († 863), arcivescovo di Magonza dall'856 all'863.
- Ildeberto di Magonza († 937), arcivescovo di Magonza dal 927 al 937.
- Liutgarda di Sassonia († 953), figlia dell'imperatore Ottone I.
- Federico di Magonza († 954), arcivescovo di Magonza.
- Liudolfo di Svevia († 957), duca di Svevia e primogenito di Ottone I.
- Guglielmo di Magonza († 968), arcivescovo di Magonza e figlio di Ottone I.
- Ludovico il Barbuto († 1056 o 1080) (incerto), conte di Turingia.